# Бурабай (селище)
Бураба́й (каз. Бурабай) — селище у складі Бурабайського району Акмолинської області Казахстану. Адміністративний центр Боровської селищної адміністрації.

## Географія
Селище розташоване на Кокшетауській височині, на висоті 480 метрів, у сосновому лісі, за 20 км від залізничної станції Курорт-Борове. Клімато-кумисолікувальний курорт.
Клімат помірно континентальний, літо тепле. Невисокі гори, масив соснового лісу, великі озера (Велике Чебаче, Борове, Щуче, Май-Балик; останнє з мінералізованою хлоридо-сульфатною водою). Грязелікування. Показання: туберкульоз легень (в тому числі активні форми). Сезон — цілий рік.

## Населення
Населення — 3503 особи (2021; 4225 у 2009, 5523 у 1999, 7285 у 1989).

## Історія
11 січня 1939 року населений пункт при курорті Борове отримав статус курортного селища (смт) і назву Курорт Борове.
До 2005 року селище називалось Борове, у радянські часи мало статус селища міського типу.

## Видатні уродженці
- Бексултанов Муса Ельмурзаєвич — чеченський письменник.